# Campo (Kamerun)
Campo – miasto w Kamerunie, położone w Regionie Południowym, port morski. W mieście znajduje się lokalne lotnisko. Jest tu także przejście graniczne do Gwinei Równikowej. W pobliżu park narodowy Campo-Ma'an.